# 1,2-pentanodiol
El 1,2-pentanodiol o pentano-1,2-diol es un diol de fórmula molecular C5H12O2. Es isómero de posición del 1,5-pentanodiol y del neopentilglicol, siendo un diol vecinal cuyos dos grupos funcionales hidroxilo (-OH) se encuentran en las posiciones 1 y 2 de una cadena lineal de cinco átomos de carbono. Es una molécula quiral ya que el átomo de carbono de la posición 2 es asimétrico.  

## Propiedades físicas y químicas
El 1,2-pentanodiol es un líquido aceitoso incoloro o ligeramente amarillo.
Su punto de fusión no es bien conocido (-9 °C es una cifra aproximada) y su punto de ebullición es 206 °C.
Su densidad, inferior a la del agua, es de 0,971 g/cm³.
El valor calculado del logaritmo de su coeficiente de reparto, logP ≃ 0,2, conlleva que su solubilidad es algo mayor en disolventes hidrófobos —como el 1-octanol— que en disolventes hidrófilos. En agua, su solubilidad estimada es de 77 g/L.
En cuanto a su reactividad, es incompatible con agentes oxidantes fuertes.

## Síntesis y usos
Habitualmente la elaboración de 1,2-pentanodiol utiliza como precursor 1-penteno, compuesto disponible a partir de fuentes petroquímicas. Se hace reaccionar el 1-penteno con un peróxido, —por ejemplo peróxido de hidrógeno—, dando lugar al correspondiente epóxido, el cual es después tratado con un ácido orgánico (ácido fórmico) o inorgánico (ácido sulfúrico).
Sin embargo, este método de preparación conlleva ciertas desventajas. Así, el diéster de 1,2-pentanodiol que se forma como intermediario debe ser saponificado para obtener el diol. Adicionalmente, si la epoxidación del 1-penteno se realiza con peróxido de hidrógeno y ácido fórmico, se forma formato de sodio como subproducto y debe ser eliminado.
Este diol puede también sintetizarse por hidrogenólisis de alcohol furfurílico y/o furfural, haciéndoles reaccionar con hidrógeno en presencia de un catalizador heterogéneo. Este último comprende uno o más metales —seleccionados entre platino, rodio, rutenio, níquel, paladio e iridio— en forma metálica y/o uno o más compuestos metálicos, dispuestos sobre un material soporte. Específicamente, la hidrógenolisis de alcohol furfurílico con catalizadores de platino permite obtener 1,2-pentanodiol con un alto rendimiento.
Otra vía de síntesis del 1,2-pentanodiol implica la reacción de butiraldehído con ácido cianhídrico, en presencia de trietilamina como catalizador, para obtener la correspondiente cianhidrina. En la subsiguiente reacción con éter metiltertbutílico se forma ácido 2-hidroxipentanoico, cuya hidrogenación —con un catalizador de rutenio-rodio— da como resultado el 1,2-pentanodiol.
A su vez, el 1,2-pentanodiol es un intermediario en la producción de propiconazol, fungicida sistémico derivado del triazol empleado en plantas.
El 1,2-pentanodiol es, por sí mismo, un compuesto bactericida y fungicida. Además tiene propiedades plastificantes en la dispersión de polímeros, propiedades hidratantes —importantes en la industria cosmética para piel y labios—, así como propiedades anticongelantes.
Por todo ello, en composiciones cosméticas y dermatológicas se emplea este diol como agente acondicionador, humectante, conservante y disolvente.

## Precauciones
Este compuesto puede ocasionar irritación grave en ojos. Es un producto combustible que tiene su punto de inflamabilidad a 105 °C.